# Vindula sulaensis
Vindula sulaensis är en fjärilsart som beskrevs av James John Joicey och Talbot 1924. Vindula sulaensis ingår i släktet Vindula och familjen praktfjärilar. Inga underarter finns listade i Catalogue of Life.